# ویرا پلیووا-شیمکووا
ویرا پلیووا-شیمکووا (چکی: Věra Plívová-Šimková؛ ‏ زادهٔ ۲۹ مه ۱۹۳۴) کارگردان و فیلم‌نامه‌نویس اهل جمهوری چک است که به‌ویژه بابت فیلم‌هایش دربارهٔ کودکان و نوجوانان شناخته می‌شود.
از فیلم‌هایی که وی در آن‌ها نقش داشته است، می‌توان به ناله نکن، سنجاب! اشاره نمود.